# Cesare Gradi
Cesare Gradi (Roma, 2 gennaio 1988) è un pallavolista italiano.
Gioca nel ruolo di schiacciatore e opposto nel Volley Catania.

## Carriera
Nato a Roma ma toscano di Scrofiano, cresce nelle giovanili dell'Umbria Volley di Perugia, e occasionalmente viene aggregato alla prima squadra nei campionati di Serie A1 2005-06 e 2006-07; nella stagione 2006-07 disputa anche il campionato di Serie B2 con la seconda squadra della società perugina.
Dall'annata 2007-08 gioca cinque campionati consecutivi in Serie B1, con le maglie di Trasimeno Volley, Marconi Spoleto, Volley Brolo, Pallavolo Chieti e Biella Volley: nella squadra piemontese muta il ruolo da schiacciatore a quello di opposto, realizzando il maggior numero di punti della categoria, ed attira l'attenzione del direttore sportivo dell'Altotevere Volley Andrea Sartoretti. In estate si concretizza così il passaggio alla squadra umbra, con la quale il giocatore esordisce in Serie A1.
Nella stagione 2013-14 gioca in Serie A2 con la maglia dell'Argos Volley di Sora, mentre nella stagione successiva torna in Serie B1 con l'Olimpia Pallavolo di Bergamo, stessa categoria dove milita anche per il campionato 2015-16 difendendo i colori del Corigliano Volley.
Ritorna in Serie A2 grazie all'ingaggio da parte dell'Emma Villas Volley di Siena, nella stagione 2016-17, aggiudicandosi la Coppa Italia di categoria 2016-17, mentre nella stagione successiva si accasa alla Materdomini e in quella 2018-19 al Volley Catania, sempre in serie cadetta.

## Palmarès

### Club
- Coppa Italia di Serie A2: 1

2016-17